# Преск Ајл (Мејн)
Преск Aјл (енгл. Presque Isle) град је у америчкој савезној држави Мејн.

## Демографија
По попису из 2010. године број становника је 9.692, што је 181 (1,9%) становника више него 2000. године.
| Група             | 2000.         | 2010.         |
| Белци             | 9.013 (94,8%) | 9.077 (93,7%) |
| Афроамериканци    | 34 (0,4%)     | 61 (0,6%)     |
| Азијати           | 80 (0,8%)     | 85 (0,9%)     |
| Хиспаноамериканци | 62 (0,7%)     | 127 (1,3%)    |
| Укупно            | 9.511         | 9.692         |